# Hypocoelotes tumidivulva
Hypocoelotes tumidivulva is een spinnensoort in de taxonomische indeling van de nachtkaardespinnen (Amaurobiidae).
Het dier behoort tot het geslacht Hypocoelotes. De wetenschappelijke naam van de soort werd voor het eerst geldig gepubliceerd in 1980 door Nishikawa.